# Sophie Redmond
Pour les articles homonymes, voir Redmond.
Jeane Sophie Everdine Redmond, née le 14 janvier 1907 et morte le 18 septembre 1955 à Paramaribo, est une médecin et défenseuse de l'identité créole surinamienne.

## Biographie
Sophie Redmond est la fille d'Adolfina Magdalena Herkul et de Philippus Josef Redmond, un enseignant de la communauté des frères moraves. Philippus, le père, souhaite que sa fille devienne aussi enseignante, mais elle insiste pour devenir médecin. Il croit qu'elle n'y réussira pas à cause des difficultés qui, à ses yeux, l'attendent en tant que femme noire. Après avoir achevé sa scolarité en 1925 à la Hogere Burgerschool, Sophie Redmond entame des études à la faculté de médecine. Elle obtient son diplôme en 1935. Puis elle ouvre un cabinet à Paramaribo. En 1941, elle épouse Louis Emile Monkau (1906-2007).
Sophie Redmond soigne souvent gratuitement les patients qui n'ont pas les moyens de payer, ce qui lui vaut le surnom de datra fu pôtisma (médecin des pauvres). En plus des affaires médicales, Redmon donne aussi des conseil pour les problèmes conjugaux et financiers. À partir de la fin des années 1940, elle répond en sranan à des questions sur ces sujets sur la station de radio surinamienne AVROS. Elle y anime une émission hebdomadaire intitulée Datra, mi wan' aksi wan sani (Docteure, je veux demander quelque chose). Elle donne des cours de médecine aux membres de l'Église morave, et rentre aux conseils d'administration de la compagnie d'approvisionnement en eau du Suriname, d'un foyer pour enfants, et d'une fondation caritative.
Son père la souhaitait pianiste, mais Sophie Redmond décide de jouer du violon. Adolescente, elle forme avec une amie et son frère un trio qui joue dans la rue et collecte de l'argent pour distribuer de la nourriture aux enfants. Elle rejoint plus tard une troupe de théâtre appelée Thalia. Elle écrit plusieurs pièces de théâtre et joue également elle-même.
En 1950, Redmond se présente sans succès comme candidate indépendante au parlement surinamais lors d'une élection partielle. Durant la campagne électorale, elle fait face à des attaques si virulentes qu'elle développe par la suite une aversion pour la politique.
Sophie Redmond milite pour la préservation du sranan et de la culture surinamaise. Elle porte le koto et organise des évènements pour promouvoir le port de ce costume. Elle y sert des plats locaux préparés à partir de produits du pays.
Sophie Redmond décède en 1955 à l'âge de 48 ans.

## Commémoration
La rue où elle vivait à Paramaribo porte son nom, et un buste d'elle, créé par le sculpteur Jo Rens, est inauguré à l'Academisch Ziekenhuis de la ville. À Amsterdam, une place du quartier d'Amsterdam-Zuidoost est baptisée en l'honneur de Sophie Redmond, et une plaque commémorative lui est consacrée en 2020.
Depuis 2013, la fondation culturelle Between The Lines organise chaque année la Dokter Sophie Redmond Lezing à Amsterdam, où des femmes éminentes prennent la parole et où le prix Gouden Vioolspeld est décerné.